# Kasturi Chellaraja Wilson
Kasturi Angela Chellaraja Wilson é uma ativista, contabilista, especialista financeira, empresária e ex-jogadora de basquete da seleção nacional do Sri Lanka. Atualmente, ocupa o cargo de diretora administrativa da Hemas Farmacêutica e Logística, uma subsidiária da Hemas Holdings, e a presidência da Câmara da Indústria Farmacêutica do Sri Lanka. Ela também já atuou como vice-presidente sênior da Câmara da Indústria Farmacêutica. Em março de 2019, Wilson foi nomeada como uma das mulheres influentes mais poderosas, sendo também listada entre as mulheres que fazem mudanças no Sri Lanka pelo Parlamento nacional, coincidindo com o Dia Internacional da Mulher. Ela é bem conhecida por seus esforços em capacitar as jovens como uma medida para reduzir a diferença de gênero no país.

## Carreira
Inicialmente, Wilson começou sua carreira como atleta esportista. Representou o Convento da Sagrada Família em competições de nível escolar de netball e basquete. Posteriormente, integrou a seleção nacional júnior e sênior de basquete, nas quais disputou competições continentais e mundiais.
No entanto, mais tarde, prosseguiu sua carreira no setor financeiro, ingressando no cargo de controladora financeira da empresa Aramex, com sede em Dubai.  Após uma breve passagem, ingressou na empresa Hemas em 2002. Em 2011, foi nomeada diretora administrativa da Hemas Transporte e atuou no cargo até 2016. Desde então, ocupa o cargo de diretora administrativa da Hemas Farmacêutica e Logística. Ela também está atuando como especialista marítima, logística e financeira. Wilson recebeu grande atenção por lidar com os impactos negativos da economia após os atentados de Páscoa de 2019. Ela também é membro do Chartered Institute of Management Accountants, Reino Unido.
Em 7 de agosto de 2019, ela foi eleita como a nova presidente da Câmara da Indústria Farmacêutica do Sri Lanka, substituindo Shyam Sathasivam, em uma votação unânime. Ela também é a primeira mulher a ser eleita para o cargo relevante.